# ویتیسهایم
ویتیسهایم (به فرانسوی: Wittisheim) یک کمون در فرانسه با جمعیت ۲٬۰۳۸ نفر است که در Canton of Marckolsheim واقع شده‌است.